# Marion Jessup

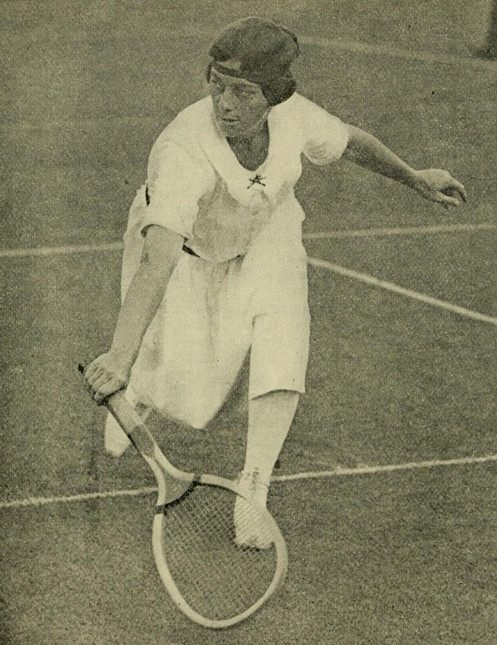
Marion Zinderstein Jessup

Marion Zinderstein-Jessup, geboren als Marion Hall (* 6. Mai 1896; † 14. August 1980) war eine US-amerikanische Tennisspielerin.

## Karriere
Marion Jessup gewann gemeinsam mit dem erfolgreichen Amerikaner Vincent Richards bei den Olympischen Spielen 1924 in Paris die Silbermedaille im Tennis-Mixeddoppel.
Sie erreichte in den Jahren 1919 und 1920 jeweils das Finale der US-amerikanischen Tennismeisterschaften, unterlag aber 1919 ihrer Landsfrau Hazel Hotchkiss Wightman und ein Jahr darauf der Norwegerin Molla Mallory jeweils glatt in zwei Sätzen.
Weitaus erfolgreicher war ihre Bilanz im Damendoppel, welches sie bei diesem Turnier insgesamt vier Mal gewann. Von 1918 bis 1920 siegte sie mit Eleanor Goss drei Jahre in Folge und 1922 mit Helen Wills Moody. Weiters holte sie sich mit Vincent Richards den Mixed-Titel im Jahr 1919.